# 8 Homeward (cràter)
8 Homeward és un cràter d'impacte de la Lluna que es troba a l'hemisferi sud, a l'extrem de la Lluna. És visible a l'horitzó esquerre de la famosa fotografia Earthrise (AS08-14-2383) feta per l'astronauta William Anders a la missió Apollo 8 a la Lluna el 1968. El nom del cràter va ser aprovat per la UAI el 5 d'octubre de 2018. El cràter Anders' Earthrise, també visible a la fotografia de Earthrise, va rebre el mateix nom.

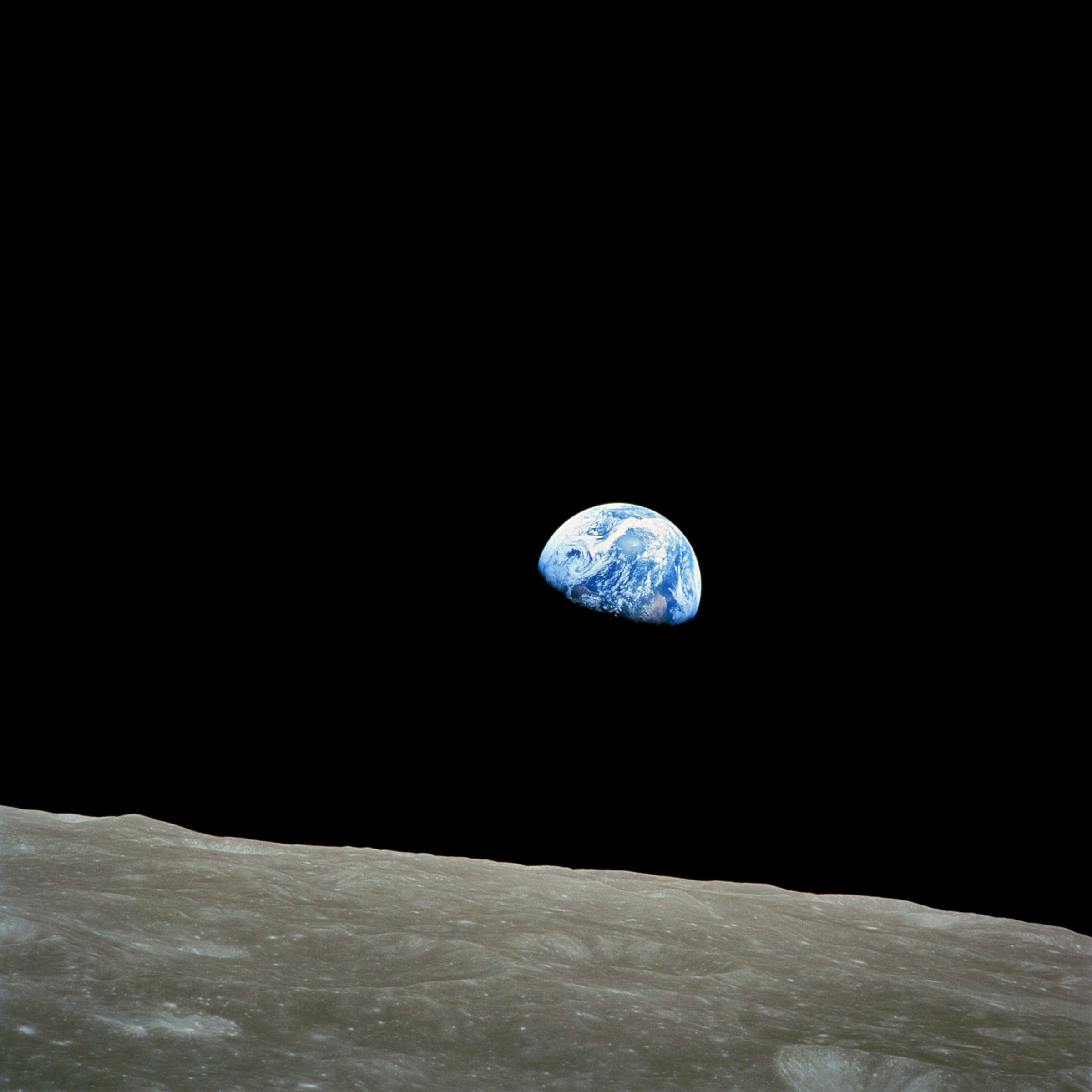
La fotografia Earthrise (AS08-14-2383). El cràter 8 Homeward és a prop de l'horitzó esquerre

8 Homeward es va designar anteriorment Ganskiy M. Es troba a l'oest del cràter Pasteur i al sud de Ganskiy.